# Villamorelos
Villamorelos es una localidad del estado mexicano de Chiapas. Es parte del municipio de Cintalapa.

## Toponimia
El nombre de la localidad rinde homenaje a José María Morelos, héroe de la Independencia de México.

## Demografía
| Gráfica de evolución demográfica |
|                                  |

| Censo | Población |
| ----- | --------- |
| 1940  | 385       |
| 1950  | 748       |
| 1960  | 1 148     |
| 1970  | 1 473     |
| 1980  | 1 086     |
| 1990  | 1 782     |
| 2000  | 1 643     |
| 2010  | 1 677     |
| 2020  | 1 706     |